# Attilio Corrêa Lima
Attilio Corrêa Lima (Roma, 8 de abril de 1901 — Rio de Janeiro, 27 de agosto de 1943) foi engenheiro-arquiteto, urbanista e paisagista brasileiro, sendo o primeiro urbanista brasileiro formado em Paris. Seu projeto mais conhecido foi o plano urbanístico de Goiânia.

## Biografia
Filho do escultor José Otávio Corrêa Lima, Attilio graduou-se como engenheiro-arquiteto na Escola Nacional de Belas Artes (ENBA), no Rio de Janeiro, em 1925 . Posteriormente, a convite de Lúcio Costa, foi professor na mesma escola, na cátedra de planejamento urbano após graduar-se urbanista em Paris no ano de 1930 pela Sorbonne no Instituto de Urbanismo da Universidade de Paris (IUUP), sendo o primeiro urbanista formado do Brasil.
No começo da década de 30, fundou um escritório em conjunto com o arquiteto Paulo Antunes Ribeiro. Terminada a sociedade ainda na década de 30, abriu escritório próprio e no final de 1930 passou a trabalhar como engenheiro-arquiteto no Instituto de Aposentadorias e Pensões dos Industriários (IAPI).

## Obra
O trabalho mais conhecido de Corrêa Lima foi, sem dúvida, o plano urbanístico de Goiânia (1933 - 1935), projeto fortemente influenciado pelo urbanismo francês. Além disso, elaborou também, em 1930, um plano diretor para Niterói  como tese de conclusão de curso no (IUUP) intitulado "Avant-projet d'aménagement et d'extension: de la ville de Niterói au Brésil", trabalho este todo escrito em francês.
Já na década de 40 elaborou o projeto da cidade de Volta Redonda e da Fábrica Nacional de Motores, sendo que este último não chegou a concluir por ocasião de sua morte.
Além de urbanista, Attilio Corrêa Lima foi também paisagista. Neste campo notabilizou-se por ter sido um dos pioneiros da integração de plantas tropicais e sub-tropicais em jardins públicos e privados. São projetos de sua autoria nesta área: Jardim da casa da família Matarazzo em São Paulo, jardim da família Marinho e parte do jardim da Granja Comary em Teresópolis, estado do Rio de Janeiro.
Outro de seus notáveis projetos foi o da estação de hidroaviões do Aeroporto Santos Dumont (1937), atualmente sede do INCAER, edifício de desenho simples e despojado, com dois andares conectados por uma escada espiral, e que traz consigo todos os cinco pontos da nova arquitetura, preconizados por Le Corbusier, sendo este um dos primeiros edifícios modernistas.
Sua obra arquitetônica foi influenciada, sobretudo, por Le Corbusier, e encontrou eco em trabalhos como o projeto de Oscar Niemeyer para Pampulha em Belo Horizonte (1942), com a sua organização espacial livre e busca por inovações estruturais. Notabilizou-se por integrar arquitetura e planejamento urbano, baseando-se em estudos sobre a origem e o desenvolvimento das cidades brasileiras.

## Morte
Attilio Corrêa Lima teve sua carreira abruptamente interrompida ao falecer com 42 anos em um acidente de avião no Aeroporto Santos Dummont do Rio de Janeiro vindo de São Paulo, em 27 de agosto de 1943, após uma desastrosa tentativa de pouso por parte do piloto, deixando esposa e um filho.
Foram, dentre outros, vitimados no mesmo acidente do avião Junkers JU 52 da VASP prefixo PP-PSD o jornalista Cásper Líbero e o arcebispo de São Paulo Dom José Gaspar d'Afonseca e Silva